# Tocht van Maurits naar Wezel tegen Spinola

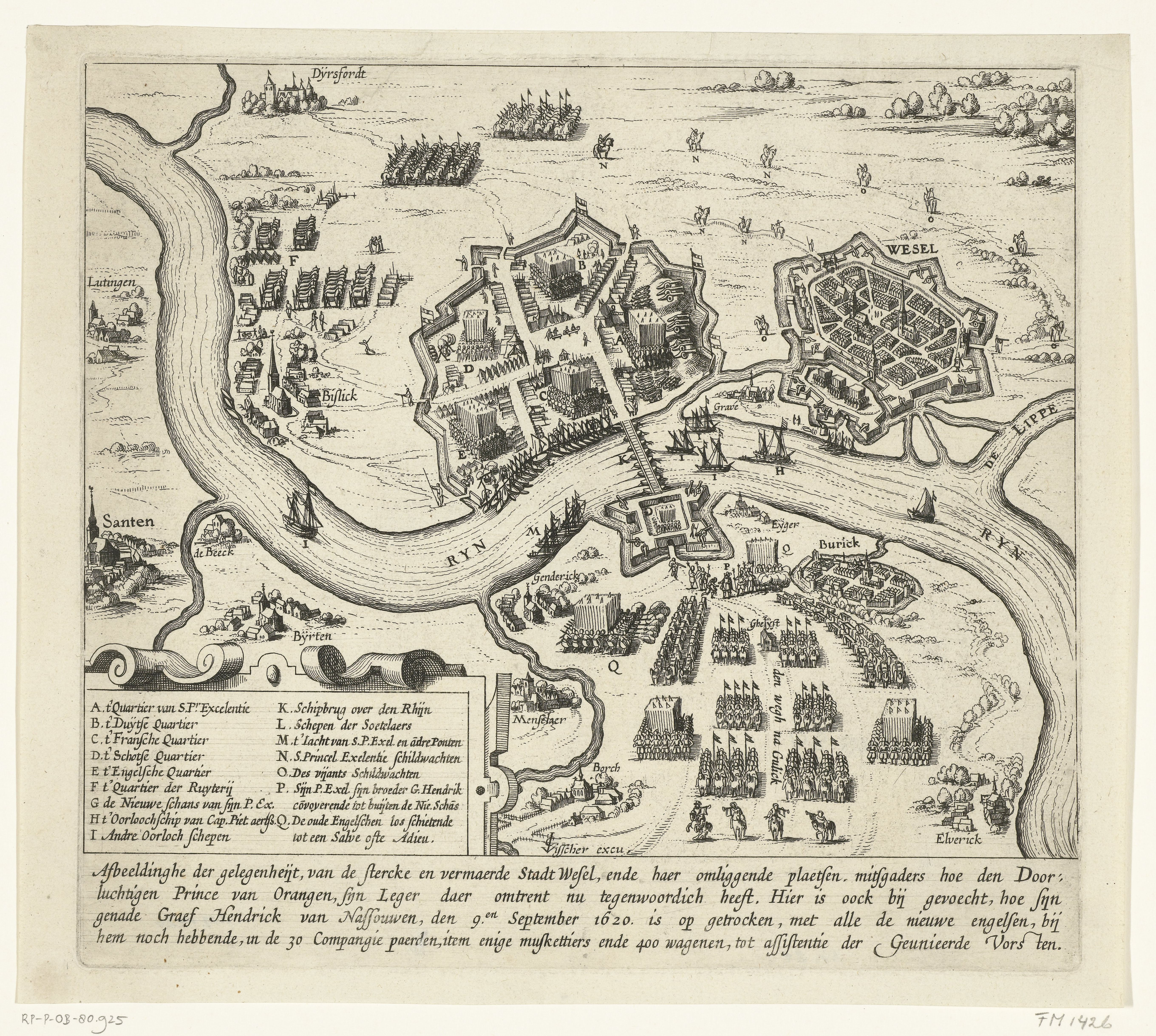
Claes Jansz. Visscher. Het Staatse leger onder Maurits gelegerd bij Wezel, 1620.

De tocht van Maurits naar Wezel tegen Spinola was een militaire operatie aan het begin van de Dertigjarige Oorlog. De operatie had tot doel het keurvorstendom Palts militair te ondersteunen en te voorkomen dat Ambrogio Spinola met zijn leger de Republiek der Zeven Verenigde Nederlanden zou binnenvallen.

## Voorgeschiedenis
De tocht was een reactie op de Paltse veldtocht. Keizer Ferdinand II begon deze oorlog om met hulp van het Spaanse Rijk de protestantse keurvorst Frederik V van de Palts van de troon te stoten. Dit plan werd eind 1619 in het geheim gemaakt. Voorjaar 1620 werd door Spanje een groot leger verzameld in de Zuidelijke Nederlanden en het werd duidelijk dat er iets op handen was. De Engelsen waren de eersten die wat wilden ondernemen om de Spanjaarden te dwarsbomen. Koning Jacobus I van Engeland was de schoonvader van Frederik van de Palts en onder druk van de publieke opinie besloot hij schoorvoetend actie te ondernemen. Hij zegde de Paltse gezant, Christoph von Dohna, een korps vrijwilligers toe en hij verspreidde een circulaire om geld in te zamelen. Von Dohna koos Horace Vere om de operatie te leiden. Op 22 juli 1620 vertrok Vere met een regiment van 2.200 man van Gravesend naar de Republiek. Ondertussen hield prins Maurits zich met 16 compagnieën infanterie en 30 kornetten cavalerie op bij Wezel om de bewegingen van Spinola in de gaten te houden.

## Tocht van Frederik Hendrik naar de Palts
De tocht van Nederland naar de Palts was niet zonder risico. De operatie werd niet alleen bedreigd door het leger van Spinola, ook Luis de Velasco de Velasco, gouverneur van Wezel, had een leger van betekenis. Daarom besloten de Staten-Generaal in augustus om bij Wezel een legerkamp aan te leggen. Op 9 september vertrok het Engelse regiment samen met een korps Nederlandse cavalerie onder leiding van Frederik Hendrik richting de Palts. Het leger marcheerde tot bij Koblenz en vandaar over de Taunus richting de Main. Daar aangekomen probeerde Spinola hen tevergeefs de pas af te snijden. Frederik Hendrik vondt bij Frankfurt een doorwaadbare plaats en trok via Darmstadt en Bensheim naar Worms. Hij kwam in oktober aan in Worms, waar zijn leger werd verenigd met dat van de Protestantse Unie.
In de Palts hield Vere het bevel over het Engelse regiment. Spinola paste de fabiaanse tactiek toe in de hoop de vijand uit te putten. Daarnaast zorgde onenigheid onder de bevelhebbers dat er weinig werd verricht. Toen de winter inviel waren de Engelsen gedwongen zich in te kwartieren, terwijl het Staatse leger teruggeroepen werd. Vere verdeelde zijn troepen over drie Paltse steden: Mannheim, Heidelberg en Frankenthal. Op 16 september 1622 werd Heidelberg door de Spanjaarden ingenomen. Eind september viel Mannheim en moest Vere in eigen persoon capituleren. Hij kreeg vrije aftocht en vertrok naar Den Haag.

## Schans Papenmuts

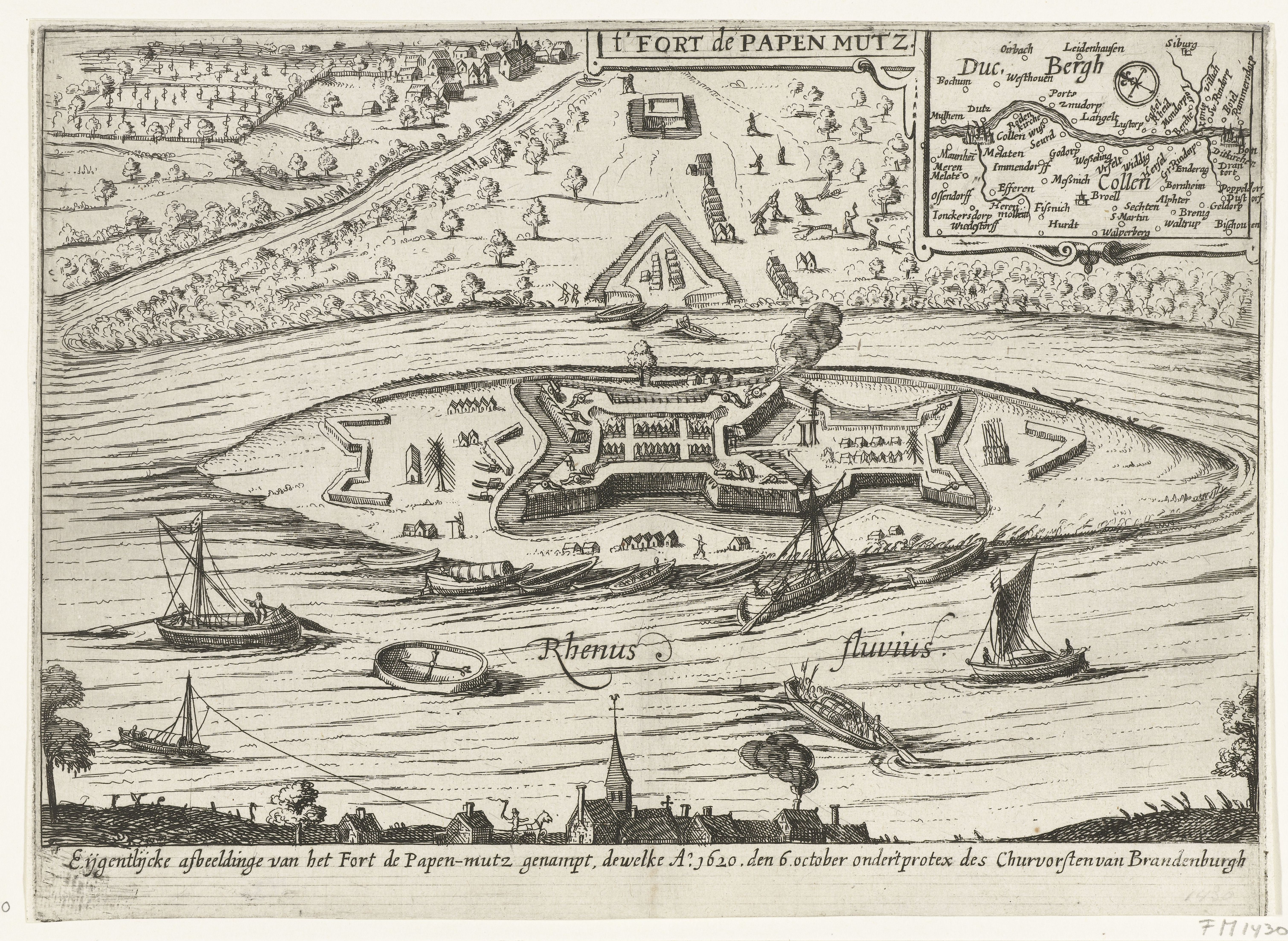
Fort Papenmuts

Het legerkamp bij Wezel werd begin november 1620 opgebroken. Om ervoor te zorgen dat Spinola na zijn veldtocht niet langs de Rijn richting de Republiek zou trekken werd begin oktober op een eilandje tussen Keulen en Bonn een schans aangelegd. Deze schans werd naar zijn vierkante vorm Fort Papenmuts genoemd. Naast een militaire functie werd de schans ook gebruikt om tol te heffen. Dit gebeurde nadat de keurvorst van de Palts de tol van Bacharach aan de Spanjaarden verloor. De schans werd in augustus 1622 veroverd door de vorst van Neuburg.